# Omar García
Omar Higinio García (ur. 11 września 1937 w Buenos Aires) – argentyński piłkarz, grający podczas kariery na pozycji napastnika.

## Kariera klubowa
Omar García piłkarską karierę rozpoczął w Excursionistas Buenos Aires w latach 50. W latach 1957–1958 występował w Tigre Buenos Aires. Kolejnym jego klubem było San Lorenzo de Almagro, w którym występował w latach 1958-1962.
Z San Lorenzo zdobył mistrzostwo Argentyny w 1959. W 1963 był zawodnikiem Chacarity Juniors Buenos Aires. W lidze argentyńskiej rozegrał 105 spotkań, w których zdobył 19 bramek.

## Kariera reprezentacyjna
W reprezentacji Argentyny García występował w 1959. W reprezentacji zadebiutował 18 listopada 1959 w przegranym 2-4 towarzyskim meczu z Chile, w którym zdobył bramkę. Pod koniec 1959 uczestniczył w dodatkowej edycji Mistrzostw Ameryki Południowej, na których Argentyna zajęła drugie miejsce. Na turnieju w Ekwadorze wystąpił w dwóch meczach z Paragwajem i Brazylią (bramka w 2 min.), który był jego ostatnim meczem w reprezentacji. Ogółem w reprezentacji wystąpił w 3 meczach, w których zdobył bramkę.
| Mecze i gole w reprezentacji | Mecze i gole w reprezentacji | Mecze i gole w reprezentacji | Mecze i gole w reprezentacji | Mecze i gole w reprezentacji | Mecze i gole w reprezentacji | Mecze i gole w reprezentacji |
| #                            | Data                         | Miasto                       | Przeciwnik                   | Gol                          | Wynik                        | Rozgrywki                    |
| ---------------------------- | ---------------------------- | ---------------------------- | ---------------------------- | ---------------------------- | ---------------------------- | ---------------------------- |
| 1.                           | 18.11.1959                   | Santiago                     | Chile                        |                              | 2:4                          | towarzyski                   |
| 2.                           | 09.12.1959                   | Guayaquil                    | Paragwaj                     |                              | 4:2                          | Copa América                 |
| 3.                           | 22.12.1959                   | Guayaquil                    | Brazylia                     | Gol                          | 4:1                          | Copa América                 |